# Яковелли, Аверис
Аверис Яковелли (? — 1979) — самозванка, выдававшая себя за великую княжну Марию Николаевну «чудом спасшуюся от расстрела».
Неизвестная, именовавшая себя Аверис Яковелли появилась в одной из польских деревень 23 января 1919 года. Обращало на себя внимание, что все тело у неё было покрыто шрамами, причём ранения, если верить позднейшим врачебным свидетельствам, были достаточно серьёзны.
Аверис наотрез отказывалась рассказывать о своём прошлом, что привело соседку к предположению, что перед ней великая княжна Анастасия Николаевна, спасшаяся от Екатеринбургского расстрела. Об «открытии» немедленно узнала вся деревня, и спасаясь от пересудов, Яковелли поспешила перебраться дальше вглубь Польши, но в новой деревне, которую она выбрала себе для жительства, в ней немедленно «опознали» великую княжну Марию.
Неясно, что происходило с Яковелли в течение следующих двух лет, по слухам, после того как её «инкогнито» было разоблачено, она предпринимала попытки вернуться в Россию, но в конечном итоге в 1921 году вышла замуж за польского солдата по имени Карлк Дьяногий, и родила мужу мальчика, названного Николаем.
В 1956 году Николай Дьяногий умер от гемофилии, что полностью деморализовало его мать. Очевидцы вспоминали, что она не раз повторяла, что «погибла вся семья, все до единого», что было воспринято как запоздалое признание в «царственном происхождении».
В 1965 году Аверис овдовела, и вслед за тем вышла замуж во второй раз за коммерсанта по имени Джованни Ричча и вместе с ним уехала в Швейцарию. Она умерла от туберкулеза в 1979 году, до конца наотрез отказываясь назвать своё настоящее имя и происхождение. На могиле Аверис выбита надпись «Мария Романова 1899—1979.» Немногочисленные сторонники сумели разыскать несколько сохранившихся страниц из дневника Аверис, который она вела во время своего пребывания в Польше и подвергнуть его графологической экспертизе. По их уверениям, почерк Аверис оказался идентичным почерку Марии. Одна из записей в нём гласила:
Ещё статья об Анне Андерсон. Не вижу в ней ничего, кроме попытки нажиться, спекулируя на имени Романовых. Половина десятого, я устала! Доброй ночи, Николай. Доброй ночи, Карлк. Доброй ночи, мама, доброй ночи папа, доброй ночи ОТА, доброй ночи A.
Сторонники Аверис легко «расшифровали» сокращения — ОТА — Ольга, Татьяна, Анастасия (в обычном сокращении четырёх сестринских имён отсутствует М — то есть «Марией» была сама писавшая. А — следовательно, должно обозначать Алексея.